# باريروس
باريروس هي بلدية في البرازيل، تتبع بيرنامبوكو، بلغ عدد سكانها 40٬732 نسمة، في 2010، تبلغ مساحتها 233٫370 كيلومتر مربع.

## أعلام
- جواكيم سيلفا إي لونا